# UCI America Tour
UCI America Tour – coroczny cykl międzynarodowych wyścigów kolarskich rozgrywanych w Ameryce Północnej i Południowej.
Seria UCI America Tour, podobnie jak pozostałe cykle kontynentalne (UCI Africa Tour, UCI Asia Tour, UCI Europe Tour, UCI Oceania Tour), powstała w 2005 jako zaplecze dla utworzonego w tym samym czasie UCI ProTour (później przekształconego w UCI World Tour). W 2020 odbyła się pierwsza edycja cyklu UCI ProSeries utworzonego jako drugi poziom wyścigów z kalendarza UCI, w związku z czym UCI America Tour, podobnie jak pozostałe cykle kontynentalne, od sezonu 2020 stała się trzecim poziomem zmagań w kalendarzu UCI.

## Zwycięzcy
Opracowano na podstawie:
| Rok  | Pierwsze                   | Drugie                 | Trzecie               |
| ---- | -------------------------- | ---------------------- | --------------------- |
| 2005 | Edgardo Simón              | Damián Martínez        | Chris Wherry          |
| 2006 | José Serpa                 | Gregorio Ladino        | Andriej Sartasow      |
| 2007 | Svein Tuft                 | Hernán Buenahora       | Alejandro Borrajo     |
| 2008 | Manuel Medina              | Svein Tuft             | Christian Vande Velde |
| 2009 | Gregorio Ladino            | José Rujano            | Arnold Alcolea        |
| 2010 | Gregorio Ladino            | Óscar Sevilla          | Arnold Alcolea        |
| 2011 | Miguel Ubeto               | Gregory Panizo         | Sergio Henao          |
| 2012 | Rory Sutherland            | Maximiliano Richeze    | Miguel Ubeto          |
| 2013 | Janier Acevedo             | Óscar Eduardo Sánchez  | Ryan Anderson         |
| 2014 | Juan Carlos Rojas Villegas | Óscar Sevilla          | Jure Kocjan           |
| 2015 | Toms Skujiņš               | Byron Guamá            | Michael Woods         |
| 2016 | Greg Van Avermaet          | Julian Alaphilippe     | Jakob Fuglsang        |
| 2017 | Serghei Țvetcov            | Rob Britton            | Nelson Soto           |
| 2018 | Gavin Mannion              | Sepp Kuss              | Serghei Țvetcov       |
| 2019 | Egan Bernal                | Nairo Quintana         | Michael Woods         |
| 2020 | Richard Carapaz            | Daniel Felipe Martínez | Miguel Ángel López    |
| 2021 | Egan Bernal                | Richard Carapaz        | Michael Woods         |
| 2022 | Sergio Higuita             | Daniel Felipe Martínez | Richard Carapaz       |
| 2023 | Sepp Kuss                  | Neilson Powless        | Matteo Jorgenson      |
| 2024 | Matteo Jorgenson           | Richard Carapaz        | Brandon McNulty       |
| 2025 |                            |                        |                       |